# Webb City (Bud-Powell-Komposition)
Webb City ist eine Jazz-Komposition des Pianisten Bud Powell, die 1946 erstmals aufgenommen wurde.
Bud Powell benannte seine Komposition nicht nach der gleichnamigen Stadt in Missouri, sondern nach Freddie Webster, einem Trompeter der Prä-Bebop-Ära. Webb City gehörte mit Bouncing With Bud, Un Poco Loco, Dance of the Infidels, Celia, Strictly Confidential, Glass Enclosure, Hallucinations und Parisian Thoroughfare zu den bekanntesten Titeln des Pianisten.
Die melodischen Phrasen von Webb City „zeigen, wie Powell in das Modell Zustimmung/Ablehnung eingebunden war, wie es in seinen frühen Kompositionen präsent war.“ Bud Powells Titel Webb City wurde erstmals am 6. September 1946 in New York City von Fats Navarro/Gil Fuller's Modernists (auch The Bebop Boys) aufgenommen, in der auch Bud Powell spielte. In den folgenden Jahren wurde die Komposition mehrmals aufgenommen, u. a. von Johnny Dankworth (1951), Art Pepper (1957), Tommy Turrentine (1960), Barry Harris (Luminescence!, 1967), Sonny Stitt (1972), Art Blakey (1981), Phil Woods (1984), Jan Lundgren (1996), Matt Wilson (2000) und Gary Versace (2006); der Diskograf Tom Lord listet 26 Coverversionen der Komposition.